# Jaszczurkojad ciemnogłowy
Jaszczurkojad ciemnogłowy (Coccyzus vetula) – gatunek średniej wielkości ptaka z rodziny kukułkowatych (Cuculidae), endemicznie zamieszkujący Jamajkę. Nie jest zagrożony.
TaksonomiaGatunek ten razem z C. merlini (z C. bahamensis), C. longirostris i C. vieilloti był wcześniej umieszczany w rodzaju Saurothera. Niedawna analiza molekularna wykazała, że rodzaj ten jest osadzony w rodzaju Coccyzus. Gatunek monotypowy (nie wyróżnia się podgatunków).
MorfologiaOsiąga wielkość 38–40 cm i masę 86–104,6 gramów. Samice są podobne do samców.
EkologiaZamieszkuje głównie wiecznie zielone nizinne lasy tropikalne. Za pokarm temu gatunkowi służą głównie jaszczurki Anolis, gąsienice, pluskwiaki, modliszki, szarańcza, myszy, pisklęta, rzadziej żaby. Sezon lęgowy przypada na okres od marca do sierpnia.
StatusIUCN uznaje jaszczurkojada ciemnogłowego za gatunek najmniejszej troski (LC – Least Concern). Całkowita liczebność populacji nie została na razie oszacowana, jednak gatunek jest opisywany jako rzadki. Z powodu utraty siedlisk zauważalna jest tendencja spadkowa populacji.